# حلقة تكرار

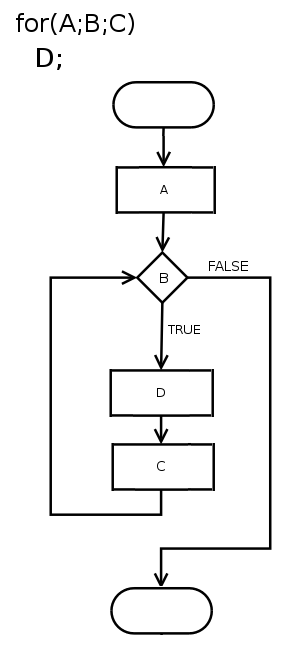
رسم بياني لانسياب حلقة التكرار

حلقة التكرار في علوم الكمبيوتر هي عبارة عن بيان للسيطرة على التدفق من أجل تحديد التكرار الذي يسمح للشفرة بالتنفيذ مرارا وتكرارا.

## أنواع حلقات التكرار

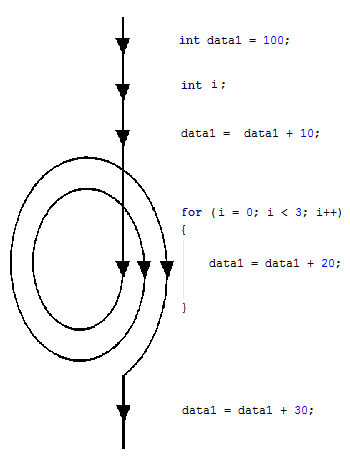
رسم توضيحي لحلقة تكرار من i=0 إلى i=2، مما أدى إلى data1=200